# 依斗門
依斗門位於重慶市奉節縣白帝城鎮魚復組區，文物遺址年代為明代、清代，2009年12月15日列為第二批重慶市文物保護單位。